# Hina Hayata
Hina Hayata (japanska: 早田 ひな?, Hayata Hina), född 7 juli 2000 är en japansk bordtennisspelare. Hon är vänsterhänt och spelar med handskaksfattning. Hayata vann silver med det japanska laget i världsmästerskapen i bordtennis 2018. Vid världsmästerskapen i bordtennis 2019 tog hon silver i dubbel tillsammans med Mima Ito, en medalj som paret försvarade vid världsmästerskapen i bordtennis 2021. Vid mästerskapet 2021 tog hon även silver i mixed tillsammans med Tomokazu Harimoto.